# Bongi Makeba
Bongi Makeba (Pretoria, 20 dicembre 1950 – Conakry, 1985) è stata una cantante sudafricana.
Unica figlia della più celebre Miriam Makeba, fu autrice di molti brani interpretati dalla madre, e partecipò anche ad alcuni concerti e alcune registrazioni cantando in duo con lei; l'album Miriam Makeba and Bongi è fra le principali testimonianze di questa collaborazione. Incise un solo album proprio, dal titolo Blow on Wind. 
Morì nel 1985 all'età di 34 anni per complicazioni del parto, e fu sepolta in Guinea.